# Кинг, Мартин Лютер (старший)
Мартин Лютер Кинг — старший (англ. Martin Luther King Sr., при рождении Майкл Кинг; 19 декабря 1899 — 11 ноября 1984) — американский баптистский пастор, миссионер, правозащитник, общественный деятель. Отец Мартина Лютера Кинга. Выступал в защиту равного правосудия.
Кинг-старший руководил Баптистской церковью Эбенезера в Атланте и стал лидером Афроамериканского движения за гражданские права (1955—1968) в роли главы отделения в Атланте организации NAACP и главы Гражданско-политической лиги. Он подтолкнул сына принять активное участие в движении.

## Биография

### Детство и образование
При рождении назван Майкл Кинг 19 декабря 1899 года в Стокбридже (Джорджия). Его отцом был Джеймс (Джим) Кинг (1864—1933) а матерью была Делия Линси Кинг (1875—1924). Майкл был старшим из девяти детей, а семья работала издольщиками.
Кинг был прихожанином Баптистской церкви и решил стать священником, вдохновившись от пасторов, готовящихся встать за защиту расового равенства. Он переехал из Стокбриджа в Атланту, где его сестра Вуди общалась с Преподобным А. Д. Уильямсом, тогда главой Эберезерской баптистской церкви. Он посещал Диллардский университет два с половиной года. После того как Кинг стал ухаживать за дочерью Уильямса Альбертой Уильямс Кинг, её семья побудила его получить образование и стать проповедником. Кинг получил средне-школьное образование в Брайантской подготовительной школе и начал проповедовать в некоторых черных церквях Атланты.

### Семья
В 1926 году Кинг начал свою проповедническую деятельность в Морхаусском университете. На День благодарения в 1926 году, после восьми лет ухаживаний, он женился на Альберте (1904—1974) в Эбенезерской Церкви. За четыре года у четы родилось трое детей: дочь Уилли Кристин Кинг (1927—2023), Мартин Лютер Кинг (1929—1968) и второй сын Альфред Дэниэл Уильямс Кинг (1930—1969).

### Деятельность
Кинг-старший встал во главу Эбенезерской баптистской церкви в марте 1931 года после смерти Уильямса. В период, когда страна находилась в Великой депрессии и церковь финансово хромала, Кинг организовывал кампании по сбору средств и увеличивал членство и избежал регресса в церкви. К 1934 году Кинг стал широко известным уважаемым лидером и поменял своё имя с Майкла на Мартина Лютера, в честь того самого Мартина Лютера, немецкого священника и профессора теологии, инициировавшего Протестантскую революцию. Кинг оставался пастором Эбенезерской баптистской церкви на протяжении четырёх десятилетий, обладая огромным влиянием у чёрного сообщества и заработав определённый авторитет у белого сообщества. Его проповеди также вещали по местному радио Атланты.
Кинг-младший стал помощником пастора в Эбенезере в 1948 году, и его отец написал рекомендательное письмо для него в Крозиер-колледж. Несмотря на теологические различия, отец и сын будут позже работать вместе пасторами в церкви.
Кинг-старший руководил забастовкой за равные зарплаты учителей в Атланте. Он также сыграл важную роль в том, чтобы положить конец Законам Джима Кроу в штате. Кинг-старший подчёркивал необходимость наличия образованного и политически активного чёрного духовенства. В октябре 1960 года Кинг-младший был арестован на сидячей забастовке в Атланте, Роберт Кеннеди позвонил судье и помог выпустить на свободу Кинга. Хотя Кинг ранее не поддерживал Кеннеди, поскольку тот был католиком, он выразил свою признательность за эти звонки и начал оказывать свою поддержку Кеннеди. С того момента Кинг-старший стал на всю жизнь республиканцем, и поддерживал республиканца Ричарда Никсона.
В 1969 году Кинг-старший был одним из нескольких членов совета директоров Морхаусского университета, взятых в заложники группой студентов, требующих реформ в учебной программы и правления. Одним из этих студентов был Сэмюэл Лерой Джексон, которого условно приговорили за содеянное. В последующем он стал призёром Оскара.
Кинг-старший сыграл значимую роль в избрании Джимми Картера в кандидаты на пост президента США от демократической партии. После его успеха на Съезде фракций в Айове, на Праймериз и на Праймерис во Флориде, социал-либералы начали анти-кампанию Любой, но только не Картер (англ. ABC: «Anyone But Carter»). Именно Кинг своим влиянием у чёрного сообщества остальных штатов поставил жирную точку в избирательном штабе Картера в его пользу, тем самым положив конец эпохе расовой сегрегации в Джорджии, и помог отменить законы, ограничивающие избирательные права, особенно у афроамериканцев. Заручившись поддержкой Кинга, Картер продолжал строить коалиции чёрных и белых избирателей и победил на выборах. Кинг-старший зачитывал молитву на Национальных собраниях демократической партии 1976 года и 1980 года. Кинг-старший также является членом Братства Омега-пси-фи.
Со вдовой своего сына Кореттой Скотт Кинг присутствовал на церемонии вручения посмертной Президентской медали свободы Мартину Лютеру Кингу — младшему в 1977 году президентом Картером.
Кинг-старший опубликовал свои мемуары в 1980 году.

### Смерть
Кинг-старший умер в больнице Кроуфорда Лонга в Атланте (Джорджия) 11 ноября 1984 года от сердечного приступа.

## Воспоминания
В своих мемуарах Кинг-младший припоминал один случай, когда его и его отца попросили пересесть в одном общественном месте. «Это был первый раз, когда я видел отца столь разъярённым. Этот опыт моего раннего детства до сих пор воспроизводится в моей голове с чёткостью, когда я будучи ребёнком ещё понял, что мой отец никогда не подстраивался к системе, и он всегда формировал моё детское сознание. Я до сих пор помню, как я волочил вслед за ним ноги по улице, а он недовольно бубнил себе под нос: «Мне плевать, как долго мне придется жить в этой системе, я её никогда не приемлю.»
А вот ещё один случай, касающийся Кинга-младшего. Однажды их машину остановил полицейский и обратился к отцу Кинга с обращением «boy» — «мальчик». Кинг-старший указал на своего сына и сказал: «Вот он — мальчик, а я — мужчина, и я не буду слушать вас, пока вы меня не будете называть соответственно».